# Nomenclatură trinominală
În biologie, nomenclatura trinominală se referă la numele de taxoni sub gradul de specii. Aceste nume au trei părți. Utilizarea este diferită în zoologie și botanică.

## În zoologie
Pentru animale, denumirile științifice sunt reglementate de Codul Internațional de Nomenclatură Zoologică. Doar un singur rang este permis sub rangul de specii: subspecia. De exemplu, Buteo jamaicensis borealis este una dintre subspeciile speciei „șorecar de coadă roșie”, Buteo jamaicensis.

## În biologie
Pentru alge, ciuperci, plante și fosilele lor, există un număr nedeterminat de grade infraspecific permise sub nivelul de specii. Termenii secundari rangului de specii sunt soiul și forma, precum se pot face și mai multe ranguri prin utilizarea prefixului „sub” pentru a face subspecii, subvarietăți, subforme. Nu toate aceste ranguri trebuie să fie specificate, de exemplu, unii autori preferă să împartă speciile de plante în subspecii, în timp ce alții preferă să folosească soiuri.
Aceste ranguri sunt componente ale unei clasificări biologice, de exemplu Corylopsis sinensis var. calvescens f. veitchiana este o plantă ornamentală de gradină. Cu toate acestea, un nume nu este la fel ca o clasificare, astfel și numele acestei plante este un trinom cu doar trei termeni, cele două părți ale numelui speciei Corylopsis sinensis, plus numele formei f. veitchiana, pentru a se obține Corylopsis sinensis f. veitchiana.

## Vezi și
- Nomenclatură binară